# Hudební kritik
Hudební kritik je název povolání osoby, která píše recenze a kritiky o instrumentálních a orchestrálních dílech, operách, operetách, muzikálech nebo o jiných hudebních scénografických dílech nebo o vokálních a sborových dílech, jakož i o rockových, popových nebo jazzových a dalších souvisejících stylech. Bývají publikovány v odborných časopisech i v denících nebo týdenících, ale také v rozhlase, televizi nebo na internetu. Vzdělávání hudebních kritiků se dnes koná v rámci studia hudebních věd, obvykle v kontaktu s různými médii.

## Historie
V minulých stoletích nebyli hudební kritici speciálně pro tuto profesi školeni. Zpravidla to byli skladatelé nebo hudebníci, kteří kromě velké zkušenosti s kompoziční technikou a soudobou hudbou přinesli tehdejší hudbě odpovídající literární talent. Protože do konce 19. století neexistovaly žádné fonografické nahrávky hudebních děl, byli hudební kritici do značné míry odkázáni na studium not, partitur a klavírních výtahů, aby si mohli vytvořit základ pro správné hodnocení díla. K tomu patřila i návštěva představení. V první polovině 19. století to však vůbec nebylo tak samozřejmé, jako je tomu dnes. V dnešní době jsou základem pro hodnocení hudebních děl kromě účasti na představení samozřejmě také nahrávky na CD, rozhlasové přenosy a teoretické „čtení“ nebo praktické procvičování partitury. Žádoucí, co nejrozsáhlejší znalosti nebo výrazný zájem, který přesahuje „klasickou hudbu“ a který pokrývá všechny umělecké oblasti a epochy (literatura, výtvarné umění, politika, etnologie, kinematografie nebo pop a jejich vývoj od starověku do současnosti) sice nejsou podmínkou, ale obvykle představují bezpečný základ pro publikované texty. Dvě odborné organizace, které se v 19. století specializovaly na hudbu, byl časopis Allgemeine musikalische Zeitung, vydávaný hudebním vydavatelstvím Breitkopf & Hartel a časopis Neue Zeitschrift für Musik, který založil Robert Schumann a Fridrich Wieck.

## Hudební kritici 18. století
- Historik a muzikolog François Raguenet,
- Strážce pečeti („Siegelbewahrer") Jean-Laurent Le Cerf de La Viéville.[pozn. 2]

## Známí hudební kritici 19. století
- Německý skladatel a hudební kritik Robert Schumann (viz také Florestan und Eusebius[pozn. 3]).
- Německý spisovatel E. T. A. Hoffmann, své kritiky psal pod pseudonymem „Johannes Kreisler“.
- Francouzský skladatel, spisovatel a hudební kritik Hector Berlioz.
- Francouzský skladatel Claude Debussy, který pro své kritiky vytvořil fiktivního partnera „Monsieura Croche“.
- Ruský hudební skladatel Petr Iljič Čajkovskij.
- Rakouský hudební kritik českého původu. Eduard Hanslick.
- Německý filozof Friedrich Nietzsche.
- Irský dramatik George Bernard Shaw.

## Známí hudební kritici 20. století
- Německý hudební textař, historik a knihovník Wilhelm Altmann.
- Německý filosof, muzikolog, sociolog a estetik Theodor W. Adorno.
- Francouzský dramatik, hudební historik a literární kritik, nositel Nobelovy ceny za literaturu z roku 1915, Romain Rolland.
- Německo-americký muzikolog a hudební kritik Alfred Einstein.
- Německý muzikolog a hudební kritik Hans Heinz Stuckenschmidt.
- Německý hudební, literární a divadelní kritik Joachim Kaiser.
- Německý nakladatel a autor Martin Büsser.
- Americký esejista a hudební kritik. Robert Christgau.
- Rakouský muzikolog a hudební kritik Wilhelm Sinkovicz.

## Hudební kritik v satiře
Kabaretní umělec Georg Kreisler se na toto povolání podrobně podíval satirickým způsobem ve své písni Der Musikkritiker a v textu uvedl, že člověk nemusí mít o hudbě ponětí, ale přesto může psaním o hudbě a hudebnících vydělávat lukrativní peníze .